# Света Варвара (Варвара)
„Света Варвара“ (на гръцки: Ι. Ν. Αγίας Βαρβάρας) е възрожденска православна църква в село Варвара, Халкидики, Гърция, част от Йерисовската, Светогорска и Ардамерска епархия. Построена е в 1875 година, според местната легенда от царица на име Варвара.